# بزرگراه شهید یاسینی
بزرگراه شهید یاسینی با نام پیشین خیابان مسیل سرخ حصار و با شماره بزرگراه ۵۴ یکی از بزرگراه‌های تهران است که جهت شرقی-غربی دارد. این بزرگراه که در شرق تهران واقع شده، از میدان کلاهدوز از امتداد شمالی بزرگراه بسیج آغاز شده و به سه‌راه آبعلی در تقاطع با بزرگراه بابایی و جاده هراز منتهی می‌شود.
این بزرگراه در در قسمتهایی جهت شرقی - غربی و شمالی - جنوبی قرار دارد به همین علت از معابر مهم حمل و نقل شرق تهران محسوب می‌شود.
این بزرگراه در مسیر خود از بزرگراه رسالت، بزرگراه دوران، ضلع جنوبی چهارراه تهرانپارس، پایانه جدید شرق، بزرگراه زین‌الدین، بزرگراه باقری و تهران نو تقاطع دارد.

## تقاطع ها
| سه‌راه آبعلی                | بزرگراه بابایی · جاده ۷۷ (هراز)                       |
| دوربرگردان                 |                                                       |
| محدوده شهری تهران          |                                                       |
|                            | ایستگاه متروی پایانه جدید شرق پایانه جدید شرق         |
| سه‌راه آزمایش               | بزرگراه زین‌الدین جاده تلو خیابان دماوند               |
|                            | پارک جنگلی سرخ حصار                                   |
|                            | بزرگراه رسالت                                         |
|                            | بزرگراه دوران خیابان دماوند                           |
|                            | بزرگراه باقری                                         |
|                            | بزرگراه دوران                                         |
| ایستگاه متروی شهید کلاهدوز |                                                       |
| دوربرگردان                 |                                                       |
| میدان کلاهدوز              | بزرگراه بسیج خیابان پیروزی خیابان سی متری نیروی هوایی |
| از غرب به شرق              |                                                       |